# Senior Courts of England and Wales

Gerichtsorganisation in England und Wales

Die Senior Courts of England and Wales (ursprünglich Supreme Court of Judicature, ab 1981 Supreme Court of England and Wales) sind die Gerichte im englischen Rechtssystem, unterhalb des Supreme Court of the United Kingdom und oberhalb der County Courts und Magistrates’ Courts. Durch den Judicature Act of 1873 wurde das komplizierte und ineffektive Rechtswesen in England und Wales vereinfacht, so wurden mehrere Gerichte, die noch aus dem Mittelalter stammten, abgeschafft. Ersetzt wurden sie durch den Supreme Court of Judicature, bestehend aus dem High Court of Justice und dem Court of Appeal. Mit dem Courts Act of 1971 wurden weitere Gerichte zu den Crown Courts zusammengefasst, diese wurden das dritte Gericht der Senior Courts. Der High Court of Justice und der Court of Appeal haben ihren Sitz in den Royal Courts of Justice, Crown Courts gibt es in 91 Städten Englands und Wales’.